# 27 Brygada Pancerna (ZSRR)

Szkak bojowy 15 Korpusu Pancernego,
w tym 27 BPanc, we wrześniu 1939

27 Brygada Pancerna (ros. 27-я танковая бригада) – pancerny związek taktyczny Armii Czerwonej.
Brygada wzięła udział w kampanii wrześniowej w składzie 15 Korpusu Pancernego.
Do działań brygada wyprowadziła 234 czołgi. Po ich zakończeniu pozostało 204 sprawne czołgów. Straty bojowe to 4 czołgi. Ponadto na trasach marszu pozostawiono 26 czołgów. Zginęło 20 żołnierzy, a 26 zostało rannych; zaginęło 18.

## Struktura organizacyjna
W 1939
- 113 batalion czołgów
- 116 batalion czołgów
- 118 batalion czołgów
- 122 batalion czołgów
- 233 batalion rozpoznawczy
- 251 batalion remontowy
- 305 batalion transportowy

## Dowódcy brygady
- płk Iwan Juszczyk (był w 1939)[4]